# Designer sonore
Le designer sonore est chargé du design sonore, c'est-à-dire de l'organisation sonore ou de l'habillage sonore d'un objet multimédia ou d'un espace audiovisuel.

## Historique
Le designer sonore (sound designer) n'est pas un métier identifié, sa dénomination (tout comme celle d'ingénieur du son) répond en fait à des définitions de métier différentes suivant le domaine d'application auquel il est fait référence.
Au-delà du champ strictement musical, il prend en compte tout ce qui peut produire du son, dans son traitement comme dans sa sphère d'application. Il organise les sons (musiques, dialogues, commentaires, bruitages…) et parfois les transforme, de manière créative ou non, le tout en relation avec la narration, là où l'illustrateur utilise simplement les sons tels quels.
Il peut intervenir sur des objets multimédia (jeu vidéo, site web, film, film publicitaire ou industriel, enregistrement musical…) comme il peut travailler sur les sons produits par notre environnement (lieux publics, transports, domotique…). Son champ d'action peut englober les fonctions traditionnelles de compositeur de musique, acousticien, monteur son, bruiteur, voire illustrateur sonore. Le designer sonore pense et travaille le son au service d'une ambiance. Pour la production d'un morceau de musique, Fred Rister définit ainsi la fonction du sound designer : « Son intervention consiste à créer les sons que nous voulons, et à les rendre utilisables pour nos propres manipulations ».

## Domaines de référence

### Théâtre
Historiquement, le concept de designer sonore prend forme au théâtre.

### Cinéma
Au cinéma, un designer sonore est un membre de l'équipe technique responsable de certains aspects originaux de la bande sonore d'un film.
1. C’est un collaborateur artistique et technique qui peut intervenir dès la préparation du film, en harmonie avec les autres corps de métiers. Il est capable de diriger et réunir une équipe chargée du son tant sur le tournage qu’en postproduction. Il parle avec le metteur en scène des besoins sonores narratifs et thématiques, supervise le bon déroulement des opérations d’une façon plus efficace que s’il y avait plusieurs décisionnaires.
2. Le sound designer peut aussi être engagé spécifiquement, uniquement chargé de créer un type d'effet particulier à la demande, et en renfort, de l'équipe de montage son.

- Walter Murch a été l'un des premiers sound designer aux États-Unis, pour Apocalypse Now de Francis Ford Coppola. Il considère dès 1978 le montage son comme une partition musicale, introduisant des notions d’écriture sonore d'harmonie et de contrepoint.
- Ben Burtt qui a sonorisé l'univers de Star Wars revendique la paternité du terme de sound designer[5].
- En France, dès le début des années 1960, le compositeur Michel Fano défend l'idée de « continuum sonore », inspirée par celle de partition sonore du compositeur Edgard Varèse, en travaillant entre autres sur les films d'Alain Robbe-Grillet. Son enseignement à l'IDHEC, puis à la Femis et dans d'autres écoles de par le monde, a influencé de nombreux cinéastes et créateurs sonores.

### Restaurant
Pour un restaurant, le sound designer peut se voir chargé du rôle d'illustrateur sonore en établissant une programmation musicale en adéquation avec le lieu, sans forcément tomber dans le cliché, comme choisir un artiste italien pour une pizzeria ou mettre de la musique celtique là où sont servies des crêpes.

### Musique
La musique proprement dite est essentiellement le lieu d'intervention des compositeurs dont le design sonore fait partie intégrante de l'œuvre (voir musique concrète, électroacoustique ou électronique). Par ailleurs l'illustrateur sonore ou le programmateur musical sont abusivement confondus avec le designer sonore lorsqu'il s'agit de déterminer l'identité d'une marque en choisissant tel type de musique à diffuser dans une boutique.

### Mode
L'illustration musicale est aussi une part intégrante des défilés de mode, qui doit amener l'ambiance et aussi coller aux thèmes des collections. Michel Gaubert est le plus célèbre pour ses illustrations sonores chez Chanel, Fendi ou Loewe.

### Multimédia
À l'avènement des CD-Roms, le designer sonore trouve naturellement sa place dans l'équipe de base. Son rôle est d'habiller le contenu du CD-Rom sur le plan sonore. Il peut ainsi avoir recours à la programmation aléatoire ou déterminée des événements et définir une charte sonore comme il existe une charte graphique pour chaque projet, lui donnant son caractère et son épaisseur. Pour des questions de débit et de durée élastique des consultations de l'utilisateur, le designer doit créer des boucles sonores. De même, la navigation qui propose de multiples parcours le fait se pencher sur les sons d'interface dans le menu. Sur Internet, le son est moins systématiquement utilisé, étant parfois gênant pour les nombreux utilisateurs surfant clandestinement depuis leur lieu de travail.

### Articles généraux
- Monteur son
- Design sonore
- Bruitage
- Logo sonore

### Quelques designers sonores connus
- Sylvain Bellemare
- Jean-Jacques Birgé
- Michaël Boumendil
- Roland Cahen
- Olivier Calvert
- Louis Dandrel
- Frédéric Sanchez
- Randy Thom
- Claude Challe
- Ed Bogas